# Сармати
Сармати (лат. Sarmatae, Sauromatae, стгрч. Σαρμάται, Σαυρομάται) су били древни народ који се састојао од номадских племена крајем раног гвозденог доба (6—4. вијек прије н. е.), а који је насељавао степски предио од слива Тисе и Дунава до Аралског мора (територије савремене Украјине, Русије и Казахстана). Према мишљењу истраживача Сармате, под именом Савромати, први пут помиње Херодот, који је написао: „Преко Танаиса не налази се више скитска област, него је ту прва сауроматска покрајина”. Према мишљењу Љисенка Николајевича, у вријеме израде карте свијета Марка Випсанија Агрипе (1. вијек н. е.) етноними Савромати и Сармати кориштени су као синоними.
Антички аутори у Сармате су убрајали племена: Аорси, Јазиги, Сираки, Алани, Роксолани и Саји.

## Историја

### Рана историја
Диодор са Сицилије извјештава о сеоби скитских Сармата од Медије до ријеке Танаис. Плиније Старији такође помиње да су Сармати повезани са Међанима.
Херодот помиње да потичу од Амазонки, које су се удале за скитске младиће, који је мигрирали заједно са женама „кад су прешли преко Танаиса, путовали су према истоку од Танаиса пуна три дана, а од Меотског језера три дана према сјеверу.”.
Међутим, говорећи о поријеклу самих Скита, Херодот преноси да су Скити номади, који су живјели у Азији, а које су протјерали Масагети, наводећи да су „прешли ријеку Аракс и дошли у Кимеријску земљу”, при чему је несигурно да ли су и сами Масагети у ствари Скити. Такође Херодот преноси, да је Сауромати говоре скитски језик, али неправлно. Током напада Дарија I на Скитију, Сармати су подржали Ските, тако да су дио њихове војске чинили Сармати.
Постоји и друга верзија о поријеклу имена Сармата, коју преноси Јозеф Маркварт, а која певезује Сармате се именом једног од синова Траетаона, авестанској причи о Сајриму, Туру и Арију. По Фирдусу у Шахнамама, пише да је посјед Салма (Сајриме) био Запад, Тура Чина и Турана, а Иреџуа (Арији) Иран.

### Освајање Скитије
У 5—4. вијеку прије н. е. Сармати су мирни сусједи Скита. Скити су били трговци, ишли су у источне земље, па су им Сармати дозволили да пролазе кроз сарматске земље. У рату са Персијанцима Сармати су били поуздани савезници Скита. У вријеме Атеја, још увијек су били на снази савезнички односи, сарматски одреди су били на служби у војци и на двору скитског краља. Појединачне групе Сармата су се населиле на територији европске Скитије.
У 3. вијеку приј н. е. прекинути су пријатељски односи и отпочела су непријатељства и војни напади Сармата на Скитију. Агресивна борбеност младих сарматских савеза поклопила се са слабљењем скитског царства. На крају 4. вијека прије н. е, Скити су поражени од стране владара Тракије Лизимаха. Трачани и келтска племена Галата су притисла Ските на западу. Последица неуспелог рата је био привредни пад и пада скитског утицаја међу освојеним земаљама и племенима.
У чувеној припојетци Лукијана „Токсарис или пријатељство” Скит Дан-дамис и Амизок испитују своју лојалност према пријатељству у тешким временима сарматске инвазије. Због сталних напада и постепеног сарматског заузимања скитске територије, завршена је масовна миграција сарматских племена на простор сјеверног црноморског примирја.
Помпоније Мела у свом опису користи римску поморску експедицију, која је достигла Јиланд у 5. години н. е. Од свих германских племена само су Хермиони живјели источно од Лабе, али Попоније није знао о својим источним сусједима, вјероватно сматрајући да су и они Сармати, тако што су били на граници Римског царства са данашњом Мађарском и примјењивао је овај етноним на сва негерманска племена сјеверно од Дунава и источно од Лабе.

### Велика сеоба народа
Велика сеоба народа је почело преласком Хуна из Азије у Европу 375. године кроз Врата народа.
Амијан Маркелин (330-400. године нове ере), описивајући Хуне, говори да ово племе живи око Азовског мора у правцу Леденог океана и да су дошли до земље аланова, — државе древних Масагетија. Маркелин мисли да су источно од реке Дон на просторима Скитске пустиње, и Сармате да су северно од Дунава. Из овога се види да Маркелин разликује Сармате од Алана.
Аурелије Виктор, у делу "О царевима" пише да су у време цара Константина (око 320-350. године) поражене хорде Гота и Сармата. Сократ Схоластик наводи да су у години смрти Валентинијана (321-375. године), Сармати напали Римско царство, одласком из Дунава у област Реције.
Између 370. и 380. године, Хуни су напали Остроготе, а пре тога су напали Алане код Азовског мора.
Језички потомци Сармата су Осети, чији су преци Алани, који су били део сарматских племена.

### Сармати и Птоломеј
Клаудије Птоломеј је у свом трактату "Водич за географију" писао о европским и азијским Сарматима, чија је граница била између реке Танаиса.
Након освајања европских Скита, Сармати су стекли славу као најмоћнији народи старог века. Све источно од Европе, заједно са Кавказом је названо Сарматија. Пошто је основала доминацију у европским земљама, Сармати су почели да успостављају мирољубиве трговачке договоре, па је дошло до трговине са грчким градовима у Црном мору. Због тога су морали да се суоче са својим суседима, Кином и Римским царством.
Почевши од 2. века п. н. е Сармати су се све чешће појављивали у грчким, римским списима и код оријенталних аутора. Страбон помиње сарматска племена Јазиге, Роксолане, Аорсе, Сираке, Алане… Тацит говори како су Роксолани напали подунавске римске провинције Мезију у 68. години п. н. е где су „изгубили две кохорте” које су протеране у град Констанца у 8. години п. н. е. Песник Овидије у болу и страху описује у делу „Жалосне елегије”, Сарматију као „непријатеља, јаког коњаника и далеку летећу стрелу, рушитеља суседних земаља.” Флавије и Аријан оставили су поруке о ратовима Алана у 1. и 2. веку у Јерменији и Кападокији „тешки и заувек ратоборни, Алани.”

## Галерија
- Сарматска огрлица, пронађена код Ботоша, Народни музеј Зрењанин
- Сарматска огрлица, пронађена код Ботоша, Народни музеј Зрењанин
- Сарматска огрлица, пронађена код Ботоша, Народни музеј Зрењанин

## Напомена
1. ↑  Асаји (ασάιοι јесте сарматско племе, које је насељавало обалу Црног мора недуго прије инвазије келтског племена Галати. Од Сакија је најпознатији краљ Сајтафарн.
2. ↑  Према другој верзији, представљеној у 4. 13 Херодовоте историје, упућујући на Аристеја са Проконеза који каже да су Ските истиснули Иседонци (а не Масагети).[14]